# La tortue bat le lièvre
Pour plus de détails, voir Fiche technique et Distribution.
La tortue bat le lièvre (titre original : Tortoise Beats Hare) est un film d'animation américain réalisé par Tex Avery, sorti en 1941. 
Ce cartoon Merrie Melodies mettant en scène Bugs Bunny et Cecil la tortue est inspiré de la Le Lièvre et la Tortue.

## Synopsis
Bugs apparaît et lit le titre. Il défie Cécil dans une course. Cette dernière appelle toute sa famille et la dispose à des endroits stratégiques. Bugs, surpris, accélère sa course mais perd et rencontre les sosies de Cécil à la fin et se rend compte de la supercherie.

## Fiche technique
- Réalisation : Tex Avery
- Scénario : Dave Monahan
- Production : Leon Schlesinger Studios
- Musique originale : Carl W. Stalling
- Montage et technicien du son : Treg Brown (non crédité)
- Durée : 7 minutes
- Pays : États-Unis
- Langue : anglais
- Distribution : 1941 : Warner Bros. Pictures
- Format : 1,37 :1 Technicolor Mono
- Date de sortie : 
  - États-Unis : 15 mars 1941